# Panteon w Dobrzycy
Panteon w Dobrzycy (dawniej zwany też „lożą masońską”) – klasycystyczny, zabytkowy pawilon ogrodowy na terenie zespołu pałacowo-parkowego w Dobrzycy.

## Historia
Panteon powstał ok. 1795–1799 r. na zamówienie ówczesnego właściciela majątku dobrzyckiego, gen. Augustyna Gorzeńskiego. Autorem projektu był warszawski architekt doby Oświecenia Stanisław Zawadzki. Budynek znajduje się na południowych obrzeżach parku w Dobrzycy, nieopodal oranżerii.
Nie jest znane pierwotne przeznaczenie obiektu. W przeszłości funkcjonowały hipotezy o Panteonie, jako miejscu tajnych obrządków wolnomularskich (sam inicjator budowy, gen. Gorzeński zajmował wysokie miejsce w hierarchii struktur masońskich, a motyw budowli przypominającej panteon pojawia się nagminnie w ikonografii masońskiej, m.in. na fartuszku wolnomularskim Woltera). Być może jednak budynek pełnił czysto użytkowo-rozrywkowe funkcje (jako centralna część oranżerii i jako pawilon parkowy, tzw. Kaffehaus). W początkach XX wieku Panteon służył jako lodownia. W latach 50. znajdował się – wraz z całym założeniem pałacowo-parkowym – w gestii Powiatowego Zarządu Rolnictwa w Krotoszynie. Później był użytkowany m.in. przez lokalny oddział PTTK. Obecnie, z inicjatywy Muzeum Ziemiaństwa w Dobrzycy, we wnętrzach Panteonu organizowane są wystawy okolicznościowe.
W 1842 r. Edward Raczyński opublikował w swoim dwutomowym dziele Wspomnienia Wielkopolski rycinę Charlesa Ransonnette’a przedstawiającą Panteon w Dobrzycy (nazwany tam „kaplicą w Dobrzycy”) – dzięki tej popularnej publikacji Panteon stał się znany poza granicami Wielkopolski już w XIX wieku.

## Architektura

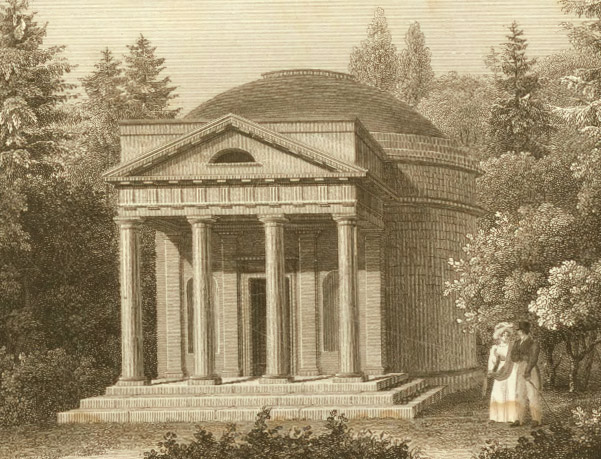
Panteon w Dobrzycy (rys. Ch. Ransonnette).

W historii architektury polskiej Panteon jest zaliczany do najważniejszych obiektów klasycystycznych. Zarówno jego nazwa, jak i kształt architektoniczny nawiązują do słynnej antycznej świątyni wszystkich bogów – Panteonu w Rzymie. Został założony na planie koła. Od strony północnej do budynku przylega portyk kolumnowy toskański z trójkątnym tympanonem i fryzem tryglifowym. Część główna Panteonu została nakryta spłaszczoną kopułą z latarnią. Wewnątrz ustawione przy ścianach kolumny wspierają profilowany, okrągły gzyms pod kopułą. Ściany pomiędzy kolumnami ozdobione są wnękami. Trzy duże otwory okienne pochodzą z 1931 r. (pierwotnie Panteon nie posiadał okien). Być może w przeszłości wnętrza ozdobione były polichromią, jednak liczne remonty i zmiany funkcji na przestrzeni wieków mogły doprowadzić do całkowitego zatarcia dekoracji malarskich. W 2003 r., w trakcie remontu generalnego, portyk kolumnowy został przesunięty do przodu o ok. 80 cm, co nie tylko zdeformowało pierwotny projekt Stanisława Zawadzkiego, ale także odbyło się ze złamaniem przepisów konserwatorskich. Usterkę naprawiono sześć lat później.
Panteon w Dobrzycy jest jedyną w Wielkopolsce budowlą o takim kształcie. Na terenie Polski do podobnych architektonicznie obiektów można zaliczyć kościół św. Aleksandra w Warszawie czy kościół Wniebowzięcia NMP w Puławach; w Niemczech – panteon w Wörlitz; w Wielkiej Brytanii – panteon w Stourhead czy świątynię w Chiswick Garden, a w Stanach Zjednoczonych – rotundę University of Virginia w Charlottesville.